# 大成有楽不動産販売
大成有楽不動産販売株式会社（たいせいゆうらくふどうさんはんばい）は、東京都中央区に本社を置く、日本の不動産会社。大成建設系の不動産会社「有楽土地（現大成有楽不動産）」の流通部門が独立して発足した会社。

## 沿革
- 1986年 - 有楽土地株式会社（現大成有楽不動産株式会社）の100％子会社として、有楽土地住宅販売株式会社を設立
- 1988年 - 有楽土地株式会社が開発・分譲するマンションを販売受託し、受託販売事業を開始
- 1994年 - 新築一戸建て分譲事業（「わが家」事業と命名）を本格的に開始
- 1999年 - 新築一戸建て住宅「オーベルコート」シリーズ分譲開始
- 2000年 - 有楽グループのリフォーム事業を集約し、本格的にリフォーム事業を開始[1]
- 2012年 - 大成有楽不動産販売に商号変更[2]